# Néstor Gorosito
Néstor Gorosito (født 14. maj 1964) er en tidligere argentinsk fodboldspiller.

## Argentinas fodboldlandshold
| Argentinas landshold | Argentinas landshold | Argentinas landshold |
| År                   | Kmp                  | Mål                  |
| -------------------- | -------------------- | -------------------- |
| 1989                 | 5                    | 0                    |
| 1990                 | 2                    | 0                    |
| 1991                 | 0                    | 0                    |
| 1992                 | 2                    | 0                    |
| 1993                 | 8                    | 0                    |
| 1994                 | 0                    | 0                    |
| 1995                 | 0                    | 0                    |
| 1996                 | 0                    | 0                    |
| 1997                 | 2                    | 1                    |
| Total                | 19                   | 1                    |